# Богородицк
Богородицк (на руски: Богородицк) е град в Русия, административен център на Богородицки район, Тулска област. Населението на града към 1 януари 2018 година е 31 139 души.

## География
Градът е разположен в десния бряг на река Упьорта (приток на Упа), на 65 километра от Тула и на 240 километра от столицата Москва.